# Etiopiensvala
Etiopiensvala (Hirundo aethiopica) är en afrikansk fågel i familjen svalor inom ordningen tättingar.

## Kännetecken

### Utseende
Etiopiensvala är en rätt liten svala med en kroppslängd på 13 centimeter. Den är mycket lik guineasvalan (Hirundo lucida) med stålblå ovansida, vit undersida, ett brutet bröstband och rödbrun panna. Det rödbruna i pannan är dock mer utbrett och undersidan mycket blekare. De vita fläckarna i stjärten är också mindre.

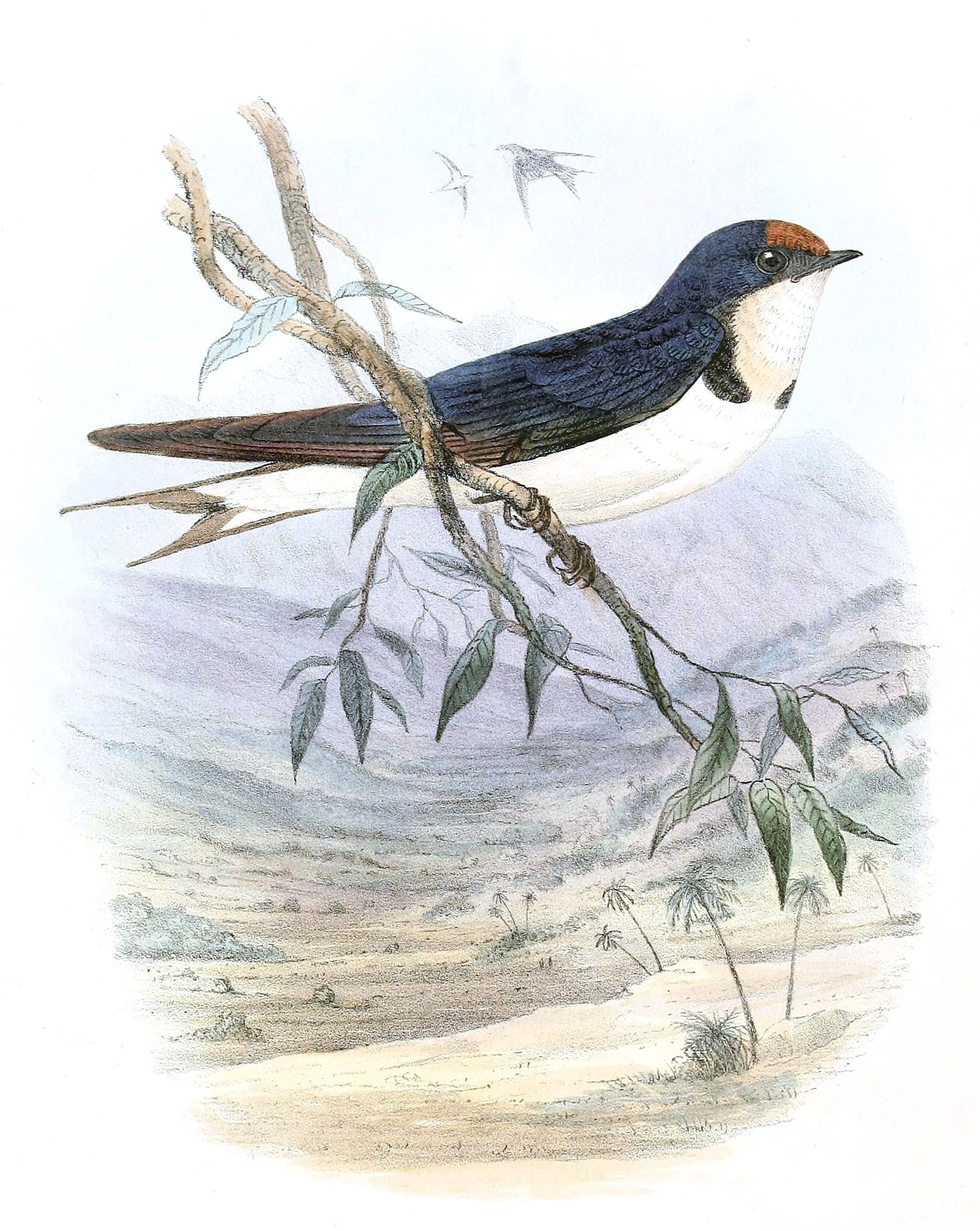

### Läte
Sången är ett lågmält och svagt kvitter som fågeln levererar sittande eller flygande. Den har beskrivits som melodisk, varierande och behaglig, starkare än ladusvalans sång.

## Utbredning och systematik
Etiopiensvala delas in i två underarter med följande utbredning:
- H. a. aethiopica – förekommer fläckvist från Senegal och Gambia österut till Benin och sedan mer utbrett från södra Niger och norra Benin österut till västra Etiopien, vidare söderut i Östafrika till Uganda, Kenya och nordöstra Tanzania
- H. a. amadoni – förekommer från östra Etiopien och Somalia till östra Kenya

Ett fynd har gjorts i Israel 22-23 mars 1991.

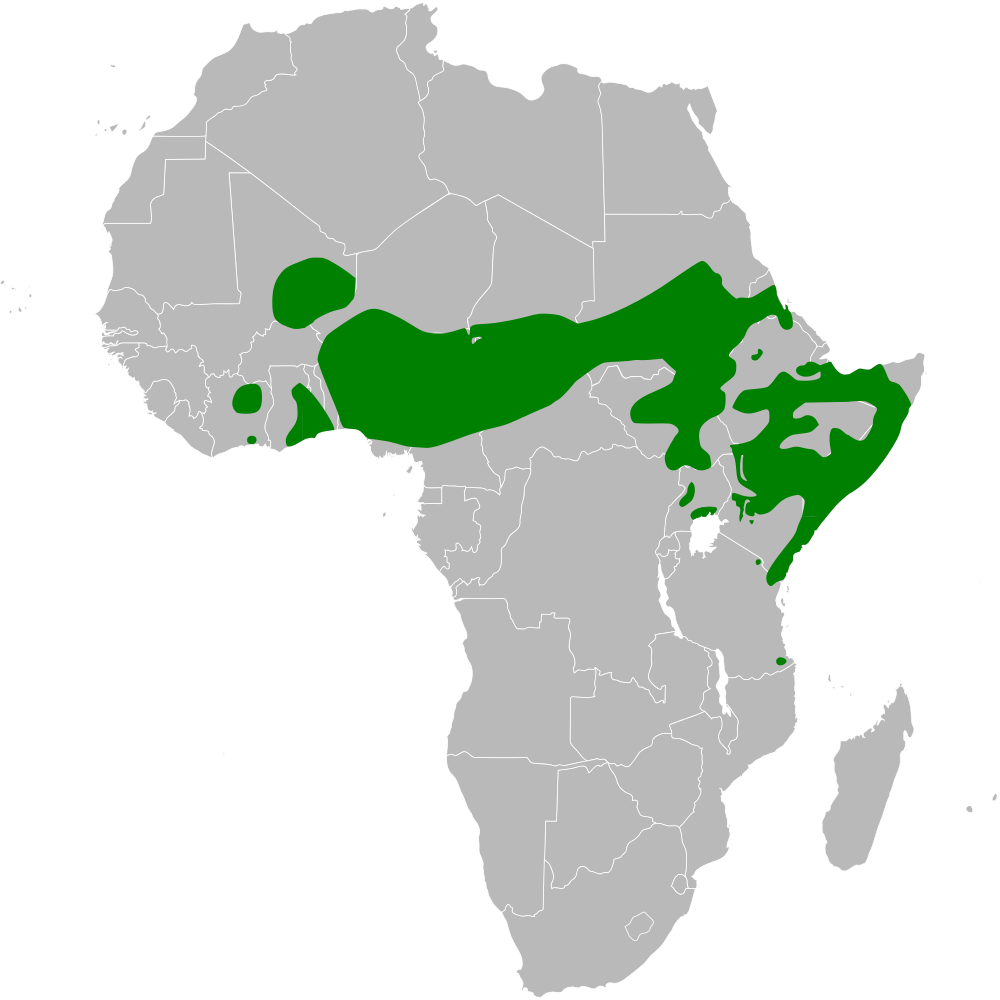
Artens utbredningsområde.

## Levnadssätt
Fågeln ses i öppna landskap som savann, busk- och gräsmarker, öppen skog och halvarida områden från havsnivån till 3000 meters höjd. Den kan också ses i byar och städer, i Östafrika ofta utmed kusten. Liksom andra svalor livnär sig den av insekter som den fångar i luften och dricker även i flykten.
Fågeln häckar mars-augusti i Västafrika, april-december i Etiopien samt mars-juni och december i Östafrika. Likt ladusvalan bygger den uteslutande sitt bo inuti byggnader eller under broar, men kan också utnyttja naturliga platser som bohål i baobabträd eller havsgrottor utmed kusten. Arten lägger två kullar per säsong med vanligtvis tre till fyra ägg. Mestadels honan ruvar, i två veckor, men båda könen matar ungarna som blir flygga efter 21-25 dagar.

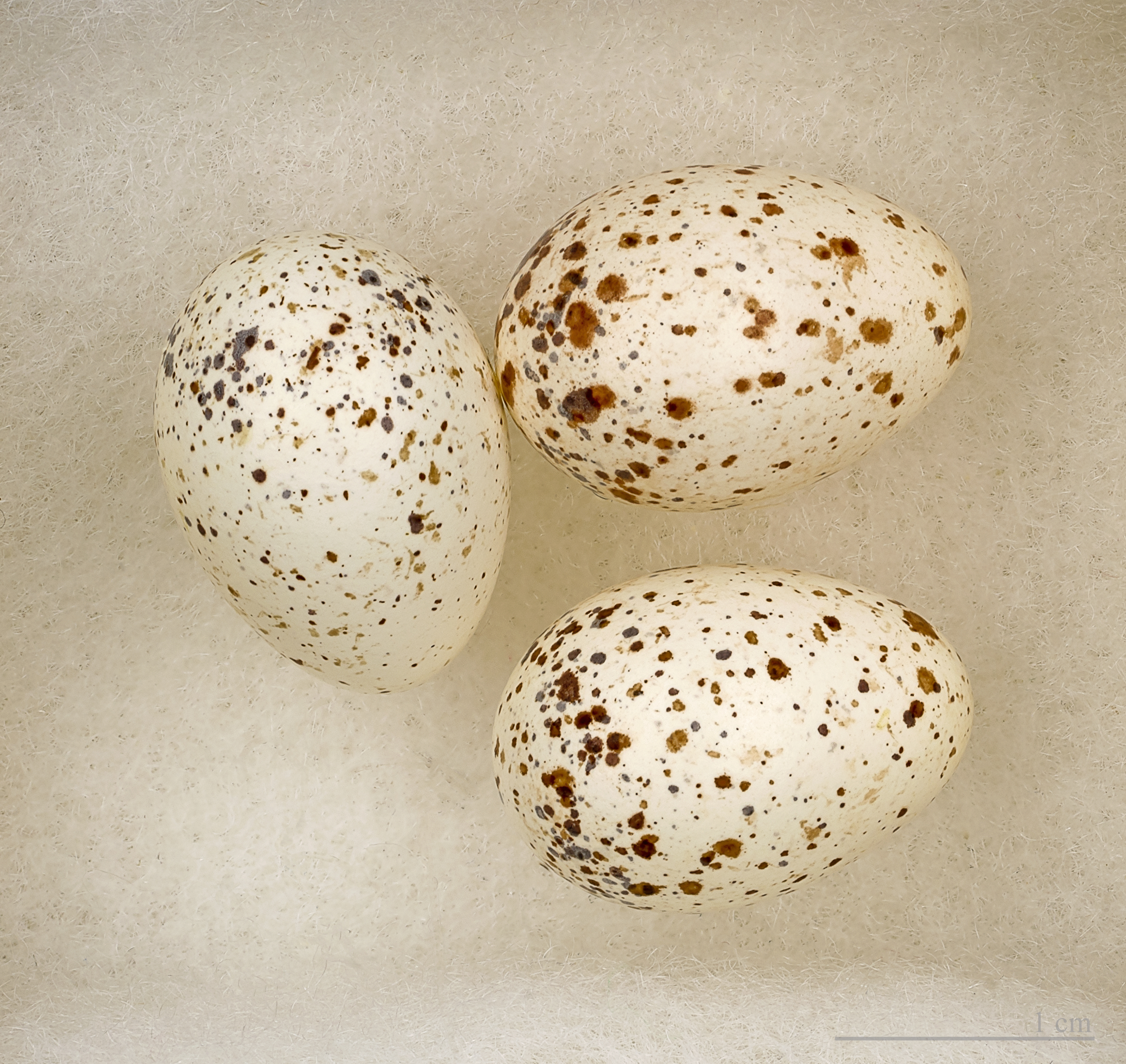
Etiopiensvalans ägg.

## Status och hot
Arten har ett stort utbredningsområde och en stor population, och tros öka i antal. Utifrån dessa kriterier kategoriserar IUCN arten som livskraftig (LC). Världspopulationen har inte uppskattats men den beskrivs som
lokalt vanlig eller mycket vanlig.